# H wie Hartwich
H wie Hartwich war eine Comedy-Gameshow mit Daniel Hartwich. 9 Ausgaben liefen ab dem 9. September 2011 immer freitags um 23:15 Uhr auf RTL. Mittlerweile wurde die Show eingestellt und ist nicht mehr im Fernsehen zu sehen.

## Konzept
Der Moderator Daniel Hartwich brachte sich und andere Menschen in zahlreichen Einspielfilmen in die unterschiedlichsten und verrücktesten Situationen. Dem Publikum wurden diese Einspielfilme gezeigt, jedoch wurden alle an einer bestimmten Stelle angehalten. Nun musste das Publikum mithilfe einer Quizfrage und drei Antwortmöglichkeiten beantworten, wie der Einspielfilm weiterging und die dargestellte Situation endete. Vor der Auflösung der Frage, in dem der Film weiterlief, wurden die prozentualen Anteile des Publikums pro Antwort bekanntgegeben. Die Person aus dem Studiopublikum, welche am Ende der Sendung die meisten richtigen Antworten gegeben hatte, gewann, und durfte sich für einen von zwei Umschlägen entscheiden („Preis oder Scheiß“). In einem Umschlag steckte ein schöner Preis (meist eine Luxusreise), im anderen ein nutzloser Preis („Scheiß“), der Wert der beiden Preise war gleich.

## Quoten
Die erste Folge floppte mit nur 1,62 Millionen Zuschauer und 10,5 % Marktanteil. Die zweite Folge konnte jedoch deutlich zulegen, während die restlichen Folgen wieder unterhalb des Senderschnitts fielen.